# Syzeuctus fuscator
Syzeuctus fuscator är en stekelart som först beskrevs av Georg Wolfgang Franz Panzer 1809.  Syzeuctus fuscator ingår i släktet Syzeuctus och familjen brokparasitsteklar. Arten är reproducerande i Sverige. Inga underarter finns listade i Catalogue of Life.